# Charles Brauer
Pour les articles homonymes, voir Brauer.
Charles Brauer, né Charles Knetschke est un acteur allemand né le 3 juillet 1935 à Berlin.

## Biographie
De 1966 à 1976, Brauer est marié avec l'actrice Witta Pohl. De ce mariage sont nés deux enfants. Actuellement il vit avec sa seconde épouse, Lilot Hegi, et leur fils en Suisse près de Bâle.

## Carrière
Charles Brauer, qui a pris le nom de naissance de sa mère en 1952, joue son premier rôle à l'âge de 11 ans dans le drame d'après-guerre Irgendwo in Berlin (Quelque part à Berlin) (1946). Plus tard, il prend des cours de comédie à l'école Max-Reinhardt-Schule für Schauspiel à Berlin. À partir de 1954, il fréquente l'école Deutsches Schauspielhaus à Hambourg sous la direction de Gustaf Gründgens. Ensuite pendant 20 ans, il fait partie du théâtre Ensemble. Déjà à l'âge de 25 ans, par son rôle de Heinz Schölermann, fils du chef de famille Matthias Schölermann (Willy Krüger), il marque l'histoire de la télévision dans la série télévisée familiale Familie Schölermann. En 1964, Brauer participe à l'enregistrement audio d'un des premiers romans de Karl May, Der Schut.

## Filmographie (extrait)
- 1946 : Irgendwo in Berlin
- 1948 : Und wieder 48
- 1952 : Der Kampf der Tertia d'Erik Ode
- 1954–1960 : Familie Schölermann (série télévisée)
- 1955 : Alibi
- 1958 : Ist Mama nicht fabelhaft?
- 1974 : Die Verrohung des Franz Blum
- 1977 : Generale - Anatomie der Marneschlacht
- 1981 : Tatort – Grenzgänger (série télévisée)
- 1982 : Inspecteur Derrick – Eine Rose im Müll
- 1982 : Un cas pour deux - Kratzer im Lack
- 1985 : Zahn um Zahn
- 1985 : Jenseits der Morgenröte (série télévisée)
- 1986 : Rosa Luxemburg
- 1986–2001 : Tatort ; einzelne Folgen siehe Stoever und Brockmöller
- 1989 : Affäre Nachtfrost (téléfilm)
- 1990 : Inspecteur Derrick – Der Augenblick der Wahrheit
- 1990 : Aventures à l'aéroport (série télévisée)
- 1992–1995 : Unser Lehrer Doktor Specht (série télévisée)
- 1993 : Wolff, police criminelle (série télévisée, un épisode)
- 1994–1997 : Frauenarzt Dr. Markus Merthin (série télévisée)
- 1994 : Commissaire Léa Sommer (série télévisée, un épisode)
- 1995 : Für alle Fälle Stefanie (série télévisée, un épisode)
- 1996 : Willi und die Windzors (téléfilm)
- 2000–2005 : Samt und Seide (série télévisée)
- 2001 : Als Großvater Rita Hayworth liebte
- 2008 : Hilfe, meine Schwester kommt! (série télévisée)
- 2008 : Echte Wiener – Die Sackbauer-Saga
- 2010 : Wer zu lieben wagt (téléfilml)
- 2010 : Echte Wiener 2 – Die Deppat’n und die Gspritzt’n
- 2013 : Großstadtrevier – Swingtime (série télévisée)
- 2013 : Nur mit Euch! (téléfilm)
- 2013 : Morden Im Norden - Auf Herz und Nieren